# Black Mafia Life
Black Mafia Life es el tercer álbum del grupo de gangsta rap Above the Law, lanzado el 2 de febrero de 1993. Black Mafia Life fue un éxito, recibiendo 4.5 estrellas de la revista Rolling Stone y alcanzando el 37.º lugar en la lista Billboard 200.

## Lista de canciones
1. "Black Triangle"
2. "Never Missin' a Beat"
3. "Why Must I Feel Like Dat?"
4. "Commin' Up"
5. "Pimpology 101"
6. "Call It What You Want" (con 2Pac & Money-B)
7. "Harda U R tha Doppa U Faal"
8. "Game Wreck-Oniz-Iz Game" (con Eazy-E & Kokane)
9. "Pimp Clinic"
10. "V.S.O.P."
11. "Process of Elimination (Untouchakickamurdaqtion)" (con MC Ren)
12. "G's & Macoronies"
13. "G-Rupie's Best Friend"
14. "Mee vs. My Ego"
15. "Outro"

## Posiciones en lista
Billboard Music Charts (álbum)
- 1993: The Billboard 200 (#37)
- 1993: Top R&B/Hip-Hop Albums (#6)

Billboard Music Charts (sencillos)
- 1993: "V.S.O.P." (Hot Rap Singles) (#9)
- 1993: "V.S.O.P." (Hot R&B/Hip-Hop Singles & Tracks) (#97)

- Datos: Q1940379